# Giải của Hội phê bình phim Boston cho nữ diễn viên chính xuất sắc nhất
Giải của Hội phê bình phim Boston cho nữ diễn viên chính xuất sắc nhất (tiếng Anh: Boston Society of Film Critics Award for Best (Lead) Actress) là một trong các giải của Hiệp hội phê bình phim Boston dành cho nữ diễn viên chính trong một phim được bầu chọn là xuất sắc nhất.

## Người đoạt giải

### Thập niên 1980
| Năm  | Người đoạt giải    | Phim                                 | Vai diễn           |
| ---- | ------------------ | ------------------------------------ | ------------------ |
| 1980 | Gena Rowlands      | Gloria                               | Gloria Swenson     |
| 1981 | Marília Pêra       | Pixote (Pixote: a lei do mais fraco) | Sueli              |
| 1982 | Meryl Streep       | Lựa chọn của Sophie                  | Sophie Zawistowski |
| 1983 | Rosanna Arquette   | Baby It's You                        | Jill Rosen         |
| 1984 | Judy Davis         | A Passage to India                   | Adela Quested      |
| 1985 | Geraldine Page     | The Trip to Bountiful                | Carrie Watts       |
| 1986 | Chloe Webb         | Sid và Nancy                         | Nancy Spungen      |
| 1987 | Holly Hunter       | Broadcast News                       | Jane Craig         |
| 1988 | Susan Sarandon     | Bull Durham                          | Annie Savoy        |
| 1989 | Không có thông tin | Không có thông tin                   | Không có thông tin |

### Thập niên 1990
| Năm  | Người đoạt giải      | Phim                           | Vai diễn                   |
| ---- | -------------------- | ------------------------------ | -------------------------- |
| 1990 | Anjelica Huston      | Những kẻ lừa gạt               | Lilly Dillon               |
| 1990 | Anjelica Huston      | Thế giới phù thủy              | Eva Ernst/Phù thủy tối cao |
| 1991 | Geena Davis          | Câu chuyện về Thelma và Louise | Thelma Dickinson           |
| 1992 | Judy Davis           | Husbands and Wives             | Sally                      |
| 1993 | Holly Hunter         | Chiếc dương cầm                | Ada McGrath                |
| 1994 | Julianne Moore       | Vanya on 42nd Street           | Yelena                     |
| 1995 | Nicole Kidman        | Tham vọng                      | Suzanne Stone Maretto      |
| 1996 | Brenda Blethyn       | Secrets & Lies                 | Cynthia Rose Purley        |
| 1997 | Helena Bonham Carter | The Wings of the Dove          | Kate Croy                  |
| 1998 | Samantha Morton      | Dưới lớp mặt nạ                | Iris Kelly                 |
| 1999 | Hilary Swank         | Con trai không khóc            | Brandon Teena              |

### Thập niên 2000
| Năm  | Người đoạt giải    | Phim                       | Vai diễn              |
| ---- | ------------------ | -------------------------- | --------------------- |
| 2000 | Ellen Burstyn      | Nguyện cầu cho một giấc mơ | Sara Goldfarb         |
| 2001 | Tilda Swinton      | The Deep End               | Margaret Hall         |
| 2002 | Maggie Gyllenhaal  | Nữ thư ký                  | Lee Holloway          |
| 2003 | Scarlett Johansson | Lạc lối ở Tokyo            | Charlotte             |
| 2004 | Hilary Swank       | Cô gái triệu đô            | Maggie Fitzgerald     |
| 2005 | Reese Witherspoon  | Walk the Line              | June Carter Cash      |
| 2006 | Helen Mirren       | Nữ hoàng                   | Nữ hoàng Elizabeth II |
| 2007 | Marion Cotillard   | Cuộc sống màu hồng         | Edith Piaf            |
| 2008 | Sally Hawkins      | Yêu đời lên bạn nhé        | Pauline "Poppy" Cross |
| 2009 | Meryl Streep       | Julie & Julia              | Julia Child           |

### Thập niên 2010
| Năm  | Người đoạt giải    | Phim                      | Vai diễn                         |
| ---- | ------------------ | ------------------------- | -------------------------------- |
| 2010 | Natalie Portman    | Thiên nga đen             | Nina Sayers / Nữ hoàng Thiên nga |
| 2011 | Michelle Williams  | Một tuần với kiều nữ      | Marilyn Monroe                   |
| 2012 | Emmanuelle Riva    | Amour                     | Anne Laurent                     |
| 2013 | Cate Blanchett     | Hoa nhài xanh             | Jeanette "Jasmine" Francis       |
| 2014 | Marion Cotillard   | Dân nhập cư               | Ewa Cybulska                     |
| 2014 | Marion Cotillard   | Hai ngày, một đêm         | Sandra Bya                       |
| 2015 | Charlotte Rampling | 45 năm                    | Kate Mercer                      |
| 2016 | Isabelle Huppert   | Nàng                      | Michèle Leblanc                  |
| 2016 | Isabelle Huppert   | Things to Come            | Nathalie Chazeaux                |
| 2017 | Sally Hawkins      | Người đẹp và thủy quái    | Elisa Esposito                   |
| 2018 | Melissa McCarthy   | Kẻ giả mạo                | Lee Israel                       |
| 2019 | Saoirse Ronan      | Những người phụ nữ bé nhỏ | Josephine "Jo" March             |

### Thập niên 2020
| Năm  | Người đoạt giải | Phim                          | Vai diễn        |
| ---- | --------------- | ----------------------------- | --------------- |
| 2020 | Sidney Flanigan | Never Rarely Sometimes Always | Autumn Callahan |
| 2021 | Chờ trao giải   | Chờ trao giải                 | Chờ trao giải   |
| 2022 | Chờ trao giải   | Chờ trao giải                 | Chờ trao giải   |
| 2023 | Chờ trao giải   | Chờ trao giải                 | Chờ trao giải   |
| 2024 | Chờ trao giải   | Chờ trao giải                 | Chờ trao giải   |
| 2025 | Chờ trao giải   | Chờ trao giải                 | Chờ trao giải   |
| 2026 | Chờ trao giải   | Chờ trao giải                 | Chờ trao giải   |
| 2027 | Chờ trao giải   | Chờ trao giải                 | Chờ trao giải   |
| 2028 | Chờ trao giải   | Chờ trao giải                 | Chờ trao giải   |
| 2029 | Chờ trao giải   | Chờ trao giải                 | Chờ trao giải   |

## Người đoạt giải nhiều lần

### 2 lần chiến thắng
- Marion Cotillard (2007, 2014)
- Sally Hawkins (2008, 2017)
- Holly Hunter (1987, 1993)
- Meryl Streep (1982, 2009)
- Hilary Swank (1999, 2004)